# 塩竈市立第二小学校
塩竈市立第二小学校（しおがましりつ だいにしょうがっこう）は、宮城県塩竈市小松崎にある公立小学校。

## 沿革
- 1925年（大正14年）9月1日 - 開校。
- 1942年（昭和17年）4月4日 - 前年の市制施行を記念して制定された「塩竈市民歌」発表音楽会が講堂で開催される[2]。
- 1977年（昭和52年）4月1日 - 杉の入小学校が分離開校。

## 教育目標
心身ともに健康で、思いやりと自主的精神に充ち、たくましく生きぬく子どもを育てる。

## 学区[3]
- 伊保石1番～25番地・34番地・64番地と139番以上
- 今宮町
- 梅ケ丘団地
- 梅の宮
- 庚塚1番～101番・庚塚53番・128番・133番(かのえの杜団地）
- 北浜一～四丁目
- 小松崎
- 清水沢一丁目11番～15番と17番～20番・清水沢三丁目1番～23番・清水沢四丁目1番～2番と9番～18番及び28番～
- 松陽台二丁目13番～17番・松陽台三丁目25番
- 千賀の台一～三丁目
- 長沢・長沢町
- 藤倉一～三丁目

## 第二小学校区の進学先中学校
公立中学校の場合
- 塩竈市立第一中学校
- 塩竈市立第二中学校

## 卒業生 (出身者)
- 中原誠（将棋・永世名人（十六世名人）、永世十段）
- 畑中みゆき（フリースタイルスキー・モーグル選手）

## アクセス
- 仙石線本塩竈駅より徒歩約20分